# Діоміда
Діоміда [ˌdaɪ.əˈmiːdiː] Διομήδη Діоміда) — ім'я чотирьох жінок у грецькій міфології:
- Діоміда — донька Ксута. Вона одружилася з Дейонеєм, царем Фокіди, і була матір'ю Кефала, Актора, Енета, Філака та Астеродії[1][2].
- Діоміда або Діомід — лапітка і дочка Лапіта і, можливо, Орсинома. Вона одружилася з царем Спарти Аміклом і стала матір'ю царя Аргала[3], царя Кінорта[4], Гіакінта[5], Полібеї[6], Лаодамії[7] (або Леаніри[8]), Гарпала[9], Гегесандра[10] та, за іншими версіями, Дафни[11].
- Діоміде — за Гомером, очка Форба, подробиці про якого невідомі. Вона була взята Ахіллом у полон з Лесбосу. В «Іліаді» вона згадується як полонянка, з якою Ахілл злягається після того, як проганяє посольство Аякса й Одіссея.[12][13][14]
- Діоміда — дружина Паллада і мати Евріала, який воював під Троєю. Більше про неї нічого не відомо.